# Лісовий Сергій Гурійович
Сергі́й Гу́рійович Лісови́й (нар. у 1959 р., с. Розкішне, СРСР) — український військовий, полковник повітряно-десантних військ ЗСУ, Голова Ради Союзу десантників України.

## Життєпис
Сергій Гурійович Лісовий народився у 1959 р. в селі Розкішне на Одещині в селянській сім'ї.
Після школи служив солдатом-стрільцем у ВДВ. Закінчив Рязанське десантне училище. Після училища — служба в Афганістані. Перша посада лейтенанта Лісового, з якої почалася його офіцерська кар'єра, — командир взводу. Після проходження служби в Афганістані командував навчальною ротою курсантів Рязанського вищого повітряно-десантного командного училища.
Закінчив у Москві військову академію ім. М. В. Фрунзе.
З 2006 по 2012 р. — командувач Аеромобільних військ Збройних Сил України. Має перший розряд з парашутного спорту, здійснив близько 200 стрибків.

## Нагороди
За гідну службу в Афганістані нагороджений бойовими нагородами:
- Орденом «Червоної Зірки»
- медаллю «За відвагу».

За роки незалежності України:
- Орден Богдана Хмельницького II ступеня (2012) — За значний особистий внесок у зміцнення обороноздатності Української держави, зразкове виконання військового обов'язку, високий професіоналізм та з нагоди Дня Збройних Сил України[1]
- Орден Богдана Хмельницького III ступеня (2008) — за вагомий особистий внесок у зміцнення обороноздатності України, мужність і самовідданість, виявлені під час виконання військового, службового обов'язку, патріотичне виховання молоді та з нагоди Дня вшанування учасників бойових дій на території інших держав і Дня захисника Вітчизни[2].

## Громадська діяльність
Сергій Лісовий є Головою Ради Союзу десантників України.

## Публікації
Сергій Лісовий є співавтором навчально-методичного посібника «Тактика дій аеромобільно-десантних (парашутно-десантних) підрозділів (взвод)», який видано в Академії Сухопутних військ